# Фуннингур
Фуннингур (фар. Funningur, дат. Funding) — посёлок, расположенный у подножия горы Слаттаратиндур, самой высокой горы Фарерских островов (880 м). Посёлок расположен на северо-западном побережье острова Эстурой.
Ландшафт каменистый и характерный для промежуточных базальтовых слоёв. Местная дорога 632, известная как одна из самых красивых панорамных дорог на Фарерских островах, проходит параллельно северо-западной стороне фьорда Фуннингсфьордюр и проходит посёлок, продолжается на запад до поселка Айи.
Муниципалитет Фуннинг, который был назван в честь посёлка до его роспуска в 2009 году, также состоял из Джогва, пока в 1948 году последним не был сформирован собственный муниципалитет. 15 ноября 2006 в Фуннингуре состоялось рекомендательное голосование. 47 из 54 избирателей проголосовали за присоединение к коммуне Рунавуйк.

## История
По легендам, Грим Камбан, первый викинг, добравшийся до Фарерских островов, поселился именно здесь около 825 года, сбегая от тирании норвежского короля Харальда I. Это означает, что Фуннингур является одним из древнейших поселений Фарерских островов. Название Funningur происходит от слова «найти», то есть Грим Камбан «нашёл» эту местность. Однако, эта теория подвергается сомнению из-за возможной ошибки в сагах, ведь начало правления Харальда приходится на 872 год. Кроме этого, существуют свидетельства о поселениях ирландских монахов, которые поселились в этой местности значительно раньше, примерно в 625—650-х годах.
Нынешнее поселение расположено по обе стороны реки Стора. Кроме этого, также есть несколько участков, сохранившихся со времён более старых поселений.

## Церковь
Фуннингурская церковь ― одна из десяти старых деревянных церквей на Фарерских островах и самая молодая церковь периода фарерского ремесленного искусства. Архитектором сооружения был Якуп Андреассен с Сигругета. 
Церковь была освящена 31 октября 1847 года. До момента торжественного открытия церкви в Джегве в 1929 году, Фуннингур был также приходской церковью для жителей Джегва. В церкви находятся 10 рядов на мужской стороне и 9 — на женской. Улица, на которой расположена церковь, называется Niðri í Túni («внизу на острове»). Река Стура отделяет церковь от нового кладбища, открытого в 1941 году и расширенного в 1972 году.

## Галерея
- Церковь
- Вид на церковь и залив
- Гора Слаттаратиндур
- Фуннингур и вид на фьорд Фуннингсфьордюр
- Марка с Гримом Камбаном